# Talana Farm Cemetery
Talana Farm Cemetery is een Britse militaire begraafplaats met gesneuvelden uit de Eerste Wereldoorlog, gelegen in het Belgische dorp Boezinge. De begraafplaats ligt anderhalve kilometer ten zuiden van het dorpscentrum van Boezinge, en een halve kilometer ten westen van de Ieperlee. Ze werd ontworpen door Reginald Blomfield en is vanaf de weg naar Boezinge bereikbaar via een pad van 230 m. Het terrein heeft min of meer de vorm van een omgekeerde T met een oppervlakte van 3.743 m² en is omsloten met een draadafsluiting en een haag. Het Cross of Sacrifice staat in de noordelijke hoek. De begraafplaats wordt onderhouden door de Commonwealth War Graves Commission. 
Er liggen 529 Britten begraven, waarvan 14 niet geïdentificeerd konden worden.

## Geschiedenis
In de Eerste Wereldoorlog lag de frontlijn aan de overkant van de Ieperlee. Talana Farm Cemetery is genoemd naar één van een groep boerderijen die door het Britse leger in de Zuid-Afrikaanse boerenoorlogen werd gebruikt. De begraafplaats werd in april 1915 door Franse zoeaven gestart en in juni 1915 door de 1st Rifle Brigade en de 1st Somerset Light Infantry overgenomen. Ze werd tot maart 1918 gebruikt door gevechtstroepen. Voor 6 slachtoffers werden Special Memorials opgericht omdat hun graven niet meer gelokaliseerd konden worden en men aanneemt dat ze zich onder de naamloze graven bevinden. In perk I rij E ligt een groep van 10 slachtoffers die niet individueel geïdentificeerd zijn. Mogelijks liggen er nog andere slachtoffers van wie de graven door later oorlogsgeweld vernietigd werden.  
Na de oorlog werden de graven van 27 Fransen en 2 Amerikanen verwijderd.
De begraafplaats werd in 2009 als monument beschermd.

## Graven

### Onderscheiden militairen
- Alan Bryant, luitenant-kolonel bij het Gloucestershire Regiment werd onderscheiden met de Distinguished Service Order (DSO). Hij is de hoogste in rang op deze begraafplaats.
- John Fitzgerald Gwynne, kapitein bij het Royal Army Medical Corps; onderluitenant Bernard Gibbs en sergeant-majoor William Halliwell, allebei van de Rifle Brigade en Owen Whitaker, onderluitenant bij de Royal Garrison Artillery werden onderscheiden met het Military Cross (MC).
- Thomas Watson, sergeant bij de Royal Garrison Artillery werd onderscheiden met de Meritorious Service Medal (MSM).
- soldaat George Andrew Wheway werd onderscheiden met de Military Medal (MM).

### Minderjarige militairen
- Norman Crowther, soldaat bij de Duke of Wellington's (West Riding Regiment) was slechts 16 jaar toen hij sneuvelde op 23 november 1915.
- schutter Robert Arthur Frederick Williams en de soldaten Reginald John Wright, Joseph Henry Littlejohns en Charles Stephen Moorhouse waren 17 jaar toen ze sneuvelden.